# Kopiator

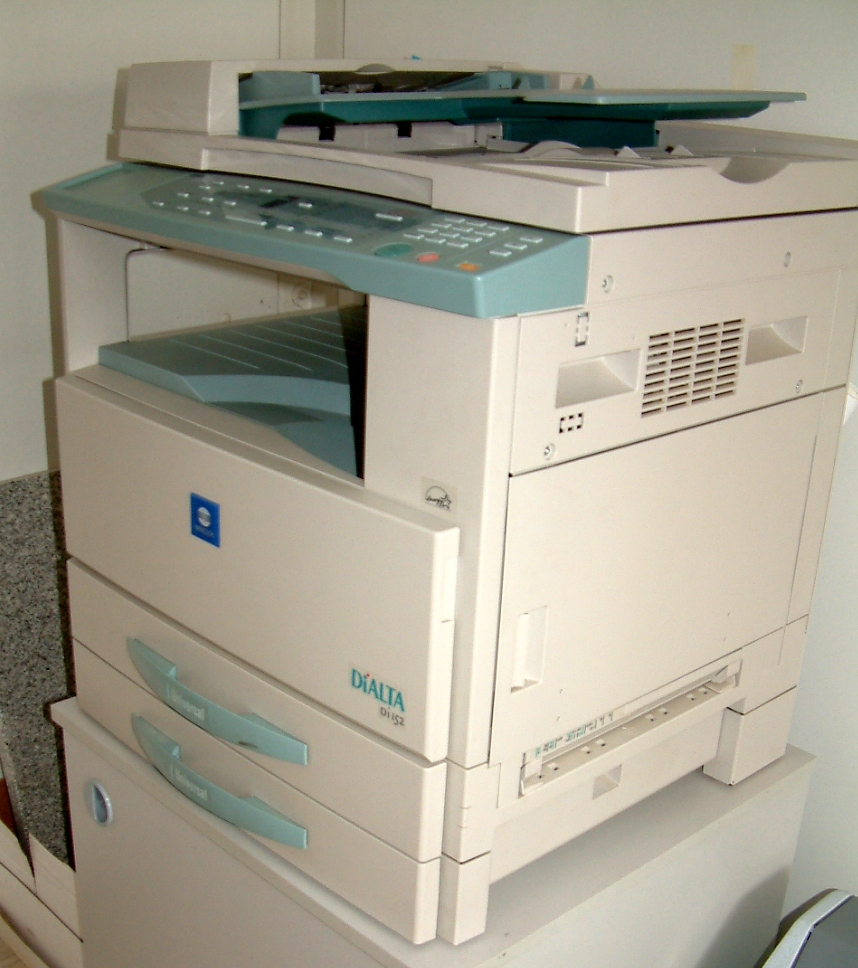
Kopiator.

En kopiator (även kallad kopieringsmaskin, kopieringsapparat eller fotokopiator) är en kontorsmaskin som framställer papperskopior av dokument och andra visuella bilder. Ej att förväxla med den tidigare kopieringstekniken kallad photostat eller fotostat. 
Den första kopiatorn såg dagens ljus den 22 oktober 1938 i Astoria. I varje fall står det "10-22-38 Astoria" på världens första elektroniska fotokopiakopia. Patentinnehavare hette Chester F Carlson. Han sökte efter ett företag som kunde tänka sig att vidareutveckla hans idé. Haloid, ett företag som gjorde fotopapper var intresserade. Någonstans på vägen bytte Haloid namn och blev Xerox. I den engelskspråkiga världen är "a xerox" synonymt med en kopia.
Idag finns ett antal huvudaktörer, de flesta japanska företag. En egenhet som finns i branschen är att genom uppköp kan samma maskin finnas under fler olika handelsnamn. Ett exempel är kopiatortillverkaren Ricoh som säljer under namn som Ricoh, Nashuatec, Savin, Gestetner, Lanier och Rex-Rotary.
I början av 2000-talet blev kopiatorer med digital teknik alltmer vanliga, där kopiatorn huvudsakligen består av en integrerad bildläsare och skrivare, en så kallad multifunktionsskrivare. En kopiator alstrar små mängder ozon.
Ordet "kopiator" är belagt i svenska språket sedan 1973.